# Panayióta Tsakíri
Panayióta Tsakíri (grec moderne : Παναγιώτα Τσακίρη ; née le 12 mai 1990 à Dráma) est une biathlète et fondeuse grecque.

## Biographie
Elle est la fille de Athanássios Tsakíris, qui comme elle participe aux Jeux olympiques de Vancouver 2010 en biathlon uniquement, entrant donc dans le livre Guinness des records pour être les seuls parent et enfant à prendre part à la même édition des Jeux olympiques. Son père est également son entraîneur et elle commence le biathlon en 2004 pour entrer en équipe nationale un an plus tard. Sa première compétition majeure dans ce sport intervient aux Championnats du monde 2009 à Pyeongchang. En parallèle, elle prend part à des compétitions mineure de ski de fond comme la Coupe des Balkans, mais prend part tout de même aux Jeux olympiques d'hiver de 2006, à l'âge de quinze ans, où elle est 66e du sprint. Elle court aussi aux Championnats du monde 2013.
Aux Jeux olympiques d'hiver de 2014, elle est la porte-drapeau de la délégation grecque à la cérémonie d'ouverture, comme son père en 2010 et est inscrite sur le sprint en ski de fond. Il s'agit de sa dernière compétition majeure de ski nordique. 

## Résultats aux Jeux olympiques

### Ski de fond
| Turin 2006  | 66e |
| Sotchi 2014 | 63e |

### Biathlon
| Édition        | Épreuves   | Épreuves | Épreuves  | Épreuves   | Épreuves | Épreuves |
| Édition        | Individuel | Sprint   | Poursuite | Mass start | Relais   |          |
| -------------- | ---------- | -------- | --------- | ---------- | -------- | -------- |
| Vancouver 2010 | 84e        | 85e      | -         | -          | -        |          |

Légende :
- —  : épreuve non disputée par Tsakíri